# 三原新二郎
三原 新二郎（みはら しんじろう、1940年7月20日 - ）は、広島県広島市己斐（現西区己斐）出身の学生野球指導者。
選手の個性・相手投手の癖等を見抜いた上で臨機応変な采配を振る様は同姓の野球監督三原脩になぞらえ「三原マジック」と称される。

## 来歴・人物
1学年上の迫田穆成は実家が近所の幼なじみで、同じ少年野球チームに所属した。広陵高校（広島）を経て明治大学に進学し、のちに中日などで活躍する一枝修平らと共にプレーする。社会人野球の中国電電を経て、1966年に母校広陵の監督に就任すると、1967年の夏の甲子園では、エース宇根洋介、主砲河井昭司を率いて、いきなり準優勝(決勝戦・1-7習志野)、翌年も春選抜大会、夏の甲子園と続けてベスト8まで導くなど好成績を残したが、当時の校長らと反りが合わず辞任した。
1971年9月から福井高校の監督に就任。同校を甲子園の常連校に育て上げた後、1983年からは前身の京都西（現・京都外大西）を指揮する。1991年に一度監督を退き高校野球の指導から離れたものの、10年後の2001年に監督に復帰。弱体化していた同校を再び京都を代表する強豪校に育て上げると、2005年夏の甲子園ではこの大会を最後に勇退を表明して挑み、チームを決勝戦まで導くも駒大苫小牧（南北海道）に3対5で惜敗。夏2連覇を許した。なお、後任にはコーチでOBの上羽功晃が就任した。
2006年7月31日に1994年を最後に甲子園から遠ざかっている広島県山陽高校の監督に就任する事が発表される。広陵高校の監督以来37年ぶりに広島県高校野球界で指揮を執ることになる（本人は最後の奉公と語っている）。
2010年11月25日に同月末で退任することが発表された。後任は同校OBでコーチの川岡孝弘が就任した。
2011年から広島文化学園大学野球部監督に就任した。自身にとって大学野球界での指導は初めてである。就任時は中国地区大学野球連盟の2部所属で、3部に降格したこともあったが、2019年秋のリーグでは入れ替え戦を制して1部へ昇格を果たした。また、同年のNPBドラフト会議では教え子の梅林優貴が指名され、同大学初のプロ野球選手を輩出させた。80歳を超えても監督を務めていたが、2022年10月、日本学生野球協会より複数回の暴力と報告義務違反で謹慎4か月の処分が下り、2023年から同部の監督は中村信彦が務めることとなった。

## 三原マジック
1989年の第61回センバツ準々決勝、対・広島工業戦。接戦となり2-2の同点で、広島工業が9回裏1死満塁の一打サヨナラ、京都西は絶体絶命の大ピンチを迎えた。さらに打席は四番打者で当然強攻もありえる場面だが、三原は広島工業が7回裏にもスクイズプレイを失敗した事などを総合的な判断し、この場面でも100％スクイズをしてくると読み、公式戦で一度も登板経験のない二塁手の西村晃爾をマウンドに送った。暴投、または押し出しサヨナラも考えられる局面であったが、西村は注文通りスクイズしてきたピッチャー前に転がった球を俊敏に処理、ホームで三塁走者をアウトにしこの回のピンチを凌いだ。このピンチの後、延長10回表3点を挙げた京都西が勝利した。試合後の勝利監督インタビューで三原は「うちで一番（守備が）うまい選手なので」という説明をしたが、実際はこうした場面を日頃から想定して練習を積んでいたとの事だった。

三原マジック(采配)については、メディアで取り上げられている。
甲子園26勝　三原監督　(ディリースポーツ広島版9面2006年8月1日付)
「三原マジック」大学野球でも(読売新聞2017年8月27日付)
甲子園14回広陵OBの名将が語る「考える野球」と「たんこぶ」　(朝日新聞2022年2月17日付)

## エピソード
若い頃は選手が「調子が悪い」と言えば「それは言い訳だ」と切り捨て、チームが負けたら「たるんでいるぞ」と練習量を増やす“鬼監督”で有名だった。福井高校の監督時代にある日キャプテンから「体が動かない」と直訴されしぶしぶその意見を聞き入れた。数日間休暇を取らせたところ選手たちが生き生きとプレーしたことから、たまには立ち止まり部員の声に耳を傾けることの大切さを学んだ。これを機会に選手を鍛える対象から自分の子どもへと変わったという。
2005年の選手権大会で、京都外大西の選手は「監督に1個でも多くのウイニングボールを渡そう」を合言葉に全力を尽くした。準優勝と共に最終的には5個のウイニングボールをプレゼントした。
また、社会科教諭でもある。

## 甲子園での成績
- 広陵（広島）：出場3回・8勝3敗・準優勝1回（1967年夏）
- 福井（福井）：出場2回・3勝2敗
- 京都西/京都外大西（京都）：出場9回・15勝9敗・準優勝1回（2005年夏）
- 通算：出場14回・26勝14敗・準優勝2回